# Sakowie

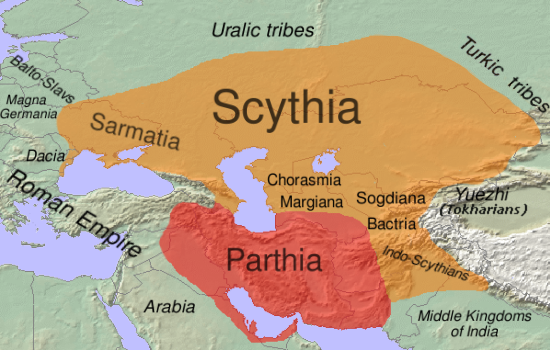
Scytia – jej wschodnia część to terytoria Saków

Sakowie, Śakowie (sanskryt: शक Śaka, staropers. Sakā, gr. Σάκαι; zwani też Scytami ałtajskimi, wschodnimi lub środkowoazjatyckimi) – koczownicze i osiadłe plemiona spokrewnione ze Scytami i Sarmatami, zamieszkujące w I tysiącleciu p.n.e. tereny Azji Środkowej.

## Źródła wiedzy
Wzmianki o Sakach znajdujemy u pisarzy starożytnych – Herodota, Ktezjasza, Strabona, Arriana, Ptolemeusza – oraz na staroperskich dokumentach klinowych, a także w źródłach chińskich i indyjskich. Strabon pisał, że Sakowie władali obszarem Armenii i że usadowili się w środkowym biegu Kury i nazywali się Sakasena.

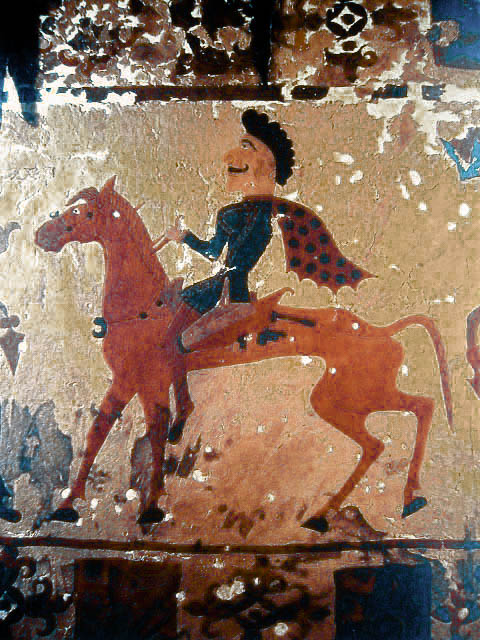
Sakijski jeździec na wojłokowym kilimie z kurhanu Pazyryk

Jednak najwięcej o nich danych przynoszą wykopaliska i badania archeologiczne. Znaleziska związane z Sakami odkrywano w Tienszanie, Siedmiorzeczu, w górach Ałtaju (Pazyryk) i w Pamirze, w okolicach Minusińska (kultura tagarska), Ałmaty (Issyk, Tanbały Tas) i na terenach położonych nad Amu-darią, Syr-darią i Morzem Aralskim.

## Pochodzenie
Kultura materialna Saków wykazuje wiele cech wspólnych z kulturą europejskich Scytów. Przypuszczalnie wspólne też jest ich pochodzenie. Sauromaci i Sakowie pochodzą zapewne od twórców kultury andronowskiej. Pod względem antropologicznym wszystkie odmiany plemion scytyjskich, w tym więc i Sakowie, są w większości przypadków europoidalne. Istnieje pogląd, że kultury Scytów i Saków należy traktować jako jedną kulturę scyto-sakijską, wytworzoną na bazie podobnych warunków bytowania i wzajemnych kontaktów międzyplemiennych, sięgającą od Karpat do Pamiru i Ałtaju.

## Historia

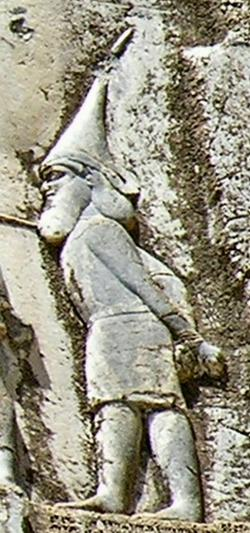
Król Saków Skuncha na reliefie z Behistunu

W VIII–VII wieku p.n.e. Sakowie rozprzestrzenili się na ogromnych obszarach od Morza Aralskiego do wschodniego Turkiestanu i od jeziora Bałchasz po Ałtaj i Pamir. Władca perski Dariusz I toczył wojny z Sakami, zdołał nawet pokonać władcę Saków o imieniu Skuncha (co zostało uwiecznione na reliefie obok słynnej inskrypcji z Behistunu), ale nie spowodowało to trwałego podporządkowania Saków Persji. Około 160 p.n.e., pod naciskiem ludu Yuezhi, atakującego Saków od wschodu, wtargnęli oni na środkowoazjatycką część jedwabnego szlaku i opanowali leżące tam miasta handlowe, takie jak Hotan, a następnie zajęli grecką Baktrię, wschodni Iran, a między 40 a 130 p.n.e. wtargnęli do północnych Indii i stworzyli tam państwo indo-scytyjskie, które upadło w 57 p.n.e. m.in. pod ciosami Partów.
Od Saków wzięła nazwę współczesna prowincja Sistan (dawniej Sakastan).

## Styl życia
Sakowie byli nie tylko koczownikami i hodowcami bydła rogatego, koni i wielbłądów, ale także prowadzili osiadły tryb życia, zajmując się rolnictwem, przy czym stosowali nawadnianie pól. Ich miasta, wprawdzie dosyć prymitywne, były ośrodkami rzemiosła. Lepiej poznanymi archeologicznie ośrodkami miejskimi Saków są m.in. grodzisko Czirik-Rabat i kompleks Babisz-Mułła.
Sakowie byli też doskonałymi wojownikami. Uważa się, że to u nich pojawiła się po raz pierwszy formacja ciężkiej kawalerii znana pod nazwą katafraktów – znane są wyobrażenia ciężkozbrojnych wojowników sakijskich z początku naszej ery.

## Sztuka Saków
Sakowie zajmowali rozległe terytorium i mimo wielu wspólnych elementów kultury, poszczególne plemiona różniły się od siebie rodzajem noszonych ozdób i obrzędami pogrzebowymi. Kultura Saków wykształciła się około VII wieku p.n.e., a do rozkwitu doszło w VI–V wieku p.n.e.
Ludność ta stworzyła bogatą sztukę, której charakterystyczną cechą jest nadzwyczaj wysoki poziom rzemiosła artystycznego. Odkryto m.in. wielkie ilości przedmiotów z metali szlachetnych (głównie złota), brązu i kości, wyroby ze skóry i wojłoku z aplikacjami, tkaniny barwione i haftowane oraz kobierce. Ornamentyka Saków ma wiele zbieżności z dekoracją brązów lurestańskich i sztuką asyryjską – szczególnie charakterystyczne są motywy zoomorficzne (tzw. styl zoomorficzny lub zwierzęcy) świadczące o doskonałej obserwacji przyrody, splatające się z elementami geometrycznymi i roślinnymi w wykwintne stylizowane, pełne fantazji kompozycje.

## Kult zmarłych
Świadectwem rozwiniętego kultu zmarłych są kurhany, osiągające czasami wielkie rozmiary, z prostokątnymi komorami grobowymi zbudowanymi z drewna. Zwłoki spoczywały w drewnianych sarkofagach, niekiedy zdobionych, wokół których składano naczynia z potrawami, sprzęty domowe, broń, wozy i konie. Sakijskie kurhany odkryto m.in. na nekropoli Besszatyrskiej w dorzeczu środkowego biegu rzeki Ili.